# Young-Chang Cho
Young-Chang Cho (* 1958 in Seoul) ist ein südkoreanischer Cellist und Professor an der Folkwang Universität der Künste in Essen.

## Leben
Young-Chang Cho wurde 1958 in der südkoreanischen Hauptstadt Seoul geboren. Mit fünf Jahren erhielt er Klavierunterricht, mit acht Jahren Cellounterricht. Mit 13 Jahren begann er in den USA Studien bei David Soyer am Curtis Institute of Music in Philadelphia. Später studierte er bei Laurence Lesser am New England Conservatory of Music in Boston und anschließend in Europa bei Siegfried Palm und Mstislaw Rostropowitsch.
1981 war er Preisträger beim Concours de Violoncelle Rostropovitch in Paris, anschließend wurde er mehrfach eingeladen, dort als Juror zu wirken. Er erhielt außerdem Preise beim Internationalen Cello-Wettbewerb Pablo Casals in Budapest und beim Internationalen Musikwettbewerb der ARD in München.
Mit seinen Schwestern Young-Bang Cho (Violine) und Young-Ba Cho (Klavier) bildete er das Cho Piano Trio, das 1977 beim Concours de Genève und 1980 beim ARD-Wettbewerb Preise gewann.
Als Solist mit Orchester trat er unter anderem mit dem Washington National Symphony Orchestra unter der Leitung von Rostropovitch auf sowie in Tokio, Sofia und Bologna. Er spielte bei internationalen Musikfestivals wie dem Cello-Festival Kronberg, 1993 im Andenken an Pablo Casals und 1995 im Andenken an Emanuel Feuermann und Jacqueline du Pré. Er war dort Juror bei der ersten International Pablo Casals Cello Competition 2000.
Seit 1987 ist Young-Chang Cho Professor an der Folkwang Hochschule (seit 2010 Folkwang Universität der Künste) im Fach Violoncello. Zu seinen Schülern gehören Saerom Park und Graham Waterhouse.

## Veröffentlichungen
- Werke von und über Young-Chang Cho im Katalog der Deutschen Nationalbibliothek